# لورتو پتروچی
لورتو پتروچی (ایتالیایی: Loretto Petrucci; ۱۸ اوت ۱۹۲۹ – ۱۷ ژوئن ۲۰۱۶) دوچرخه‌سوار اهل ایتالیا بود.